# Lennart Groll (PO)
För 1800-talsstatsrådet och landshövdingen, se Lennart Groll.
Lennart Ernst Oskar Groll, född 12 oktober 1925 i Stockholm, död 24 oktober 2022, var en svensk jurist. Han var den första personen som innehade befattningen Allmänhetens pressombudsman (PO). Tjänsten inrättades den 3 november 1969 som en halvtidstjänst; Groll ägnade resterande arbetstid åt ett utredningsuppdrag i arbetsrätt åt justitiedepartementet. När anmälningarna till PO ökade gjordes tjänsten om till en heltidstjänst. Groll hade en bakgrund inom juridiken. Före tjänsten som PO var han hovrättsassessor, föredragande i konstitutionsutskottet och byråchef hos Justitieombudsmannen.
Groll tjänstgjorde som PO fram till 1979, varefter han arbetade som lagman i Svea hovrätt fram till 1992. Han var även ordförande i svenska avdelningen av Internationella juristkommissionen 1981–1994.
År 1976 gav Groll, tillsammans med C.A. Berg, ut boken Ett fall för PO: Pressetik i regler och praxis.